# El Diario Vasco
El Diario Vasco és un diari de pagament que s'edita a Guipúscoa. Va ser fundat el 27 de novembre de 1934 per la Sociedad Vascongada de Publicaciones i el seu primer director Pedro Pujol. Entre els seus fundadors es trobaven polítics conservadors de l'època com Ramiro de Maeztu o Juan Ignacio Luca de Tena. Malgrat ser bilingüe en castellà i basc, es publica en un 90% en castellà.
Amb el cop d'estat que va donar lloc a la Guerra Civil, El Diario Vasco es va posicionar a favor dels revoltats –no debades el banquer Joan March era el seu titular– i va ser clausurat pel govern. Les seves impremtes van ser usades per a l'edició d'un diari de la guerra, Frente Popular.
Amb la presa de Sant Sebastià per les tropes franquistes, El Diario Vasco es va tornar a editar. Primer el Grupo Correo i, el 1949, Bilbao Editorial, el va comprar i va unir la gestió a El Correo Español, editat a Bilbao.
El 2001, el director financer del diari, Santiago Oleaga Elejabarrieta, va ser assassinat a Sant Sebastià per dos membres d'ETA.
Pertany al Grupo Vocento i manté deu edicions, repartides per tota la província de Guipúscoa, i una a l'exterior.